# Tatort: Scheinwelten
Scheinwelten ist ein Fernsehfilm aus der Kriminalreihe Tatort. Der vom WDR unter der Regie von Andreas Herzog produzierte Film wurde am 1. Januar 2013 im Ersten Programm der ARD ausgestrahlt. Es ist der 56. Fall des von Klaus J. Behrendt und Dietmar Bär verkörperten Kölner Ermittler-Teams Ballauf und Schenk und die 857. Tatortfolge.

## Handlung
Die Kriminalhauptkommissare Max Ballauf und Freddy Schenk werden zu einem Mordfall gerufen, der sich in der Nachbarschaft des zuständigen Staatsanwalts Wolfgang von Prinz ereignet hat. Ingo Broich, Geschäftsführer einer großen Reinigungsfirma, wurde in seiner Wohnung erstochen, und da er dort nur mit seinen beiden Katzen wohnte, erst nach über sechs Tagen gefunden. Die Ermittler können keinerlei Einbruchsspuren feststellen, und der Tresor ist unberührt. Das Messer, mit dem Broich erstochen wurde, stammt aus seiner eigenen Küche.
Ballauf und Schenk suchen den Vater des Opfers auf, der sich in einem Krankenhaus befindet. Nach einem Schlaganfall musste er die Firmenleitung an seinen Sohn übertragen, zu dem er nicht das beste Verhältnis hat. Während sie Broich senior befragen, erscheint Beate von Prinz, die Frau des Staatsanwalts. Sie vertritt als Rechtsanwältin die Interessen ihres ehemaligen Nachbarn. Den Ermittlern erscheint das Verhältnis der beiden zueinander auffallend vertraut.
Ein Besuch im Putzimperium der Broichs bringt zutage, dass dort zahlreiche ausländische Arbeiterinnen beschäftigt sind. Ballauf und Schenk versuchen, die Putzhilfe ausfindig zu machen, die bei dem Opfer privat beschäftigt war. Dabei stoßen sie auf die ukrainische Studentin Irina Imschikowa. Sie wirkt sehr verschlossen, gibt dann aber zu, in Broichs Haus gewesen zu sein. Sie habe ihren Chef dort tot am Boden liegend gesehen und sei erschrocken davongelaufen. Auf weitere Nachfrage, was sie noch über Ingo Broich sagen könne, meint sie, dass er ein leidenschaftlicher Pokerspieler gewesen sei. So befragen die Kommissare Norbert Schnelker, der ihnen die Adresse der „Pokergarage“ verrät, in der die Spieler sich regelmäßig trafen.
Bei der Überprüfung von Jakob Broichs Kontobewegungen stoßen die Ermittler auf Überweisungen im Gesamtumfang eines mittleren sechsstelligen Betrages an Beate von Prinz. Offensichtlich handelt es sich dabei um Schenkungen, was den vertrauten Umgang, den sie miteinander haben, erklären könnte. Staatsanwalt von Prinz stellt daraufhin seine Frau zur Rede, woraufhin sie erläutert, dass dies ihr Honorar dafür sei, dass sie einem alten Mann etwas helfen würde, der sonst niemanden mehr habe. Bei einer anschließenden Befragung gibt sie an, dass sie Jacob Broich auch dabei beraten habe, sein Vermögen vor seinem verschwenderischen Sohn zu sichern. So war vorgesehen, eine Stiftung einzurichten, in die die Gewinne der Firma fließen sollten. Absurd sei es, sie mit dem Mord in Verbindung zu bringen. Da von Prinz unbedingt herausfinden will, ob und inwieweit seine Frau in die Angelegenheit um die Broichs verstrickt ist, durchsucht er ihre Unterlagen. Als Beate von Prinz das bemerkt, gerät das Paar in Streit, und von Prinz gibt den Mordfall und dessen weitere Bearbeitung an einen Kollegen weiter.
Eine Spur führt zu Frank Götze und seiner Frau Adjoa, die in Broichs Putzfirma beschäftigt ist. Götze ist strafrechtlich bekannt, und möglicherweise handelte es sich beim Bund der beiden um eine Scheinehe, die Ingo Broich eingefädelt hatte und bei der er Trauzeuge war. Adjoa gibt an, dass Broich ihr nur habe helfen wollen, in Deutschland bleiben zu können, weil er ein netter Mann gewesen sei. Für Ballauf und Schenk ist offensichtlich, dass Ingo Broich sich über die Vermittlung von Scheinehen Geld für seine Pokerrunden verschafft hat. Auffälligerweise arbeitet Adjoa in dem Krankenhaus, in dem Jakob Broich derzeit behandelt wird. Ballauf fragt bei Adjoa nach, und sie gibt an, dass Ingo Broich wollte, dass sie dort putzt und ihn darüber informiert, wer bei seinem Vater ein und aus gehe. Von ihr habe er auch von der geplanten Stiftung erfahren.
Nach dem Fund eines Trinkglases mit DNA-Spuren von Beate von Prinz in der Spülmaschine von Ingo Broich erwirken die Ermittler einen Haftbefehl gegen sie. Offensichtlich hat sie über ihre Befugnisse hinaus Broichs Vermögen für Immobilien und teure Autos ausgegeben. Ingo könnte dahintergekommen sein, doch leugnet sie, ihn umgebracht zu haben. Stutzig werden die Kommissare, als an Broichs Hausschlüssel Silikonspuren gefunden werden, was darauf hindeutet, dass der Schlüssel kopiert wurde. Beate von Prinz hatte einen eigenen Schlüssel und die Putzhilfe auch. So stellt sich am Ende heraus, dass Adjoa von Ingo Broich erpresst wurde. Er wusste, dass sie in Ghana noch verheiratet ist, und er wäre in der Lage gewesen, ihre in Deutschland geschlossene Ehe annullieren zu lassen. Aus Angst, zurück in ihre Heimat zu müssen, ist ihr Mann in Broichs Wohnung eingebrochen. Er wollte die Beweise holen, die dieser gegen seine Frau gesammelt hatte. Broich ertappte ihn dabei und im Streit stach Frank Götze zu.

## Produktionsnotizen
Scheinwelten wurde von Colonia Media im Auftrag des WDR produziert. Die Dreharbeiten erfolgten in Köln und Umgebung.
Der Drehbuchautor Johannes Rotter übernahm in diesem Film die Rolle des Kriminaltechnikers.
Der Titelsong Heart shaped gun wurde von Schmidt und Robin Grubert gesungen.

## Rezeption

### Einschaltquote
Bei seiner Erstausstrahlung am 1. Januar 2013 wurde die Folge Scheinwelten in Deutschland von 8,86 Millionen Zuschauern gesehen, was einem Marktanteil von 23,70 Prozent entsprach.

### Kritik
Rainer Tittelbach von tittelbach.tv gab deem Film 4½ von 6 möglichen Sternen und wertete: „Einen etwas anderen Look, eine moderne Bildsprache, aber auch ein Spiel mit ungewohnten Perspektiven zeichnet Andreas Herzogs ‚Scheinwelten‘, den 56. Köln-‚Tatort‘ aus. Das beginnt beim Buch von Johannes Rotter: der sonst eher blasse Staatsanwalt gerät in einen Gewissenkonflikt und existenzbedrohend in die Bredouille. Seine extravagante Frau ist in einen Mordfall verstrickt. Jeanette Hain spielt diesen boshaft arroganten Charakter mit ihrem typischen Hang zur Entrücktheit. Auch die B- & C-Plots haben wie die meisten Nebenfiguren ihren Reiz: es sind Illegale, Zocker, Gestrauchelte, die um jeden Preis überleben wollen…“
Holger Gertz (Süddeutsche Zeitung) meinte: „Wenn in einem deutschen Kriminalfilm eine Frau sehr auffällig über den Rand ihrer dunklen Sonnenbrille schaut, ist das immer ein belastbares Zeichen dafür, dass diese Frau verstrickt ist in das Verbrechen. […] Die Episode sammelt abgestandene Begriffe und abgestandene Blicke. […] Das Berührendste an diesem ‚Tatort‘ ist eine frühe Sequenz mit zwei Katzen. Regisseur Herzog hat früher Werbeclips gemacht, er weiß, wie man das Publikum lockt. Und was erst wie eine Whiskas-Reklame aussieht, erweist sich als verzweifelte Botschaft aus der Todeszone.“
Sandra Zistl urteilte in Focus online: „So kann sich neben der Story rund um eine schillernde Anwältin, die mit ihren Outfits und ihrem Lebenswandel besser nach München gepasst hätte, noch der gesellschaftskritische Ansatz des ‚Tatort‘ ausbreiten. Er wird eigentlich nur korrumpiert vom Versuch, die Problematik illegal beschäftigter Putzfrauen auch noch ins Leben eines der Ermittler, Schenk, zu hieven und ein paar Gags darauf aufzubauen.“
In der B.Z. kam man zu dem Schluss: „Spannend war der Neujahrs-Tatort nicht gerade. […] Visuell konnte ‚Scheinwelten‘ jedoch überzeugen. Kühle Bilder unterstrichen die Lieblosigkeit der Ehe von Staatsanwalt von Prinz. Regisseur Andreas Herzog, der ursprünglich aus der Werbefilm-Branche kommt, versteht sein Handwerk. Auch die musikalische Untermalung war gelungen.“

### Trivia

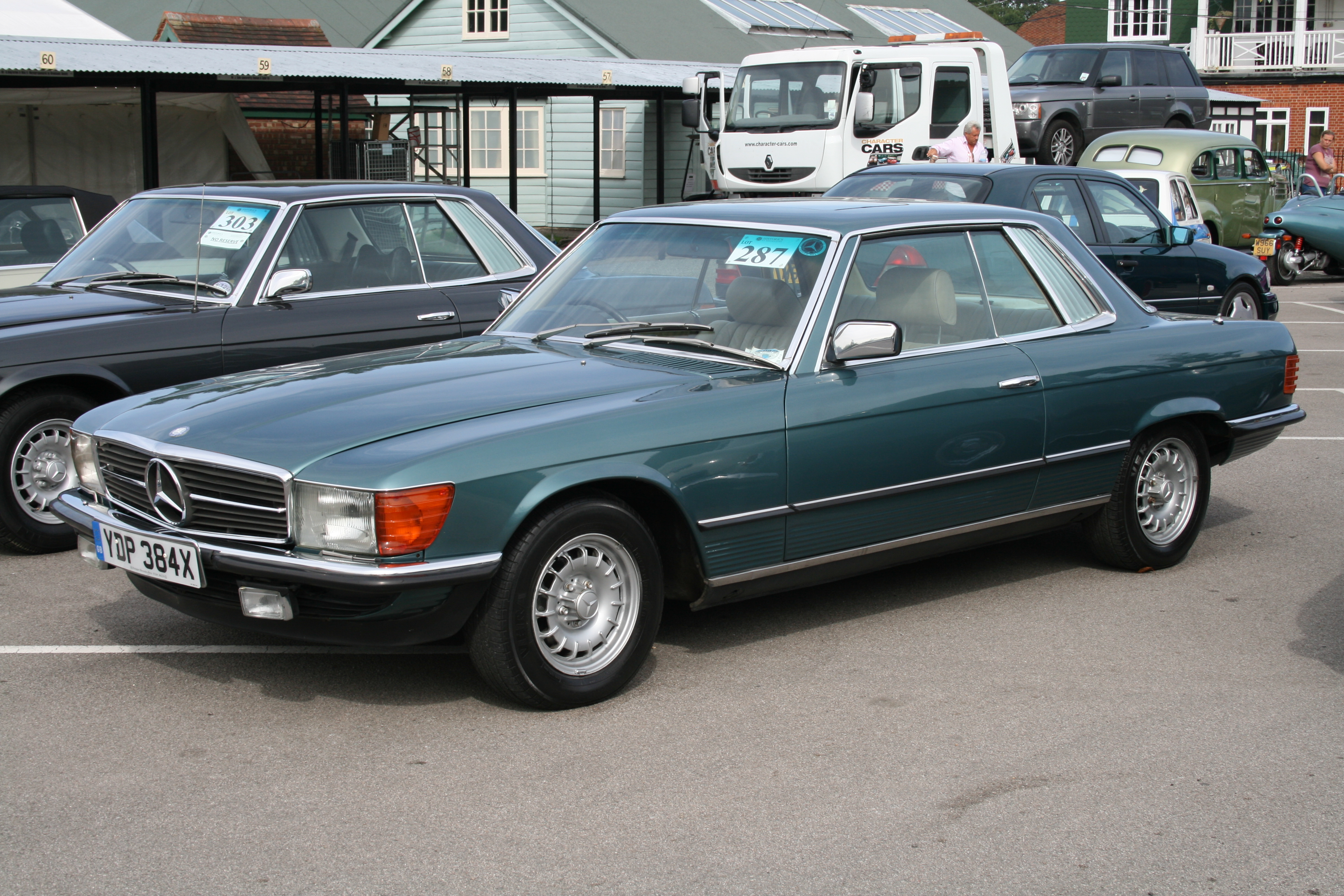
Mercedes-Benz SLC (Typ C107)

Freddy Schenk fährt in dieser Folge ein elegantes silbergraues Mercedes-Coupé der Baureihe C107 (K-MB 59). Das Mordopfer Ingo Broich hat ebenfalls ein ausgefallenes Auto: Citroën SM von 1970 (K-SM 1970H).